# Alan Ladd
Alan Walbridge Ladd (ur. 3 września 1913 w Hot Springs, zm. 29 stycznia 1964 w Palm Springs) – amerykański aktor filmowy i telewizyjny oraz producent.

## Życiorys

### Wczesne lata
Urodził się w Hot Springs w stanie Arkansas jako syn brytyjskich emigrantów – Seliny Iny (z domu Rowley), znanej jako Ina Raleigh, i Alana Harwooda Ladda. Jego ojciec urodził się w Wisconsin w rodzinie Kanadyjczyków, a matka była Angielką z hrabstwa Durham.
3 lipca 1918 młody Alan przypadkowo spalił rodzinny dom podczas zabawy zapałkami. Jego matka przeniosła się do Oklahoma City, gdzie poślubiła Jima Beaversa, malarza pokojowego (zm. 1936). Jako dziecko był nazywany „Tiny” ze względu na swój drobny, wątły wygląd. Pokonał drwiny z placu zabaw, doskonaląc się w lekkoatletyce, a jako nastolatek w Hollywood High School był wybitnym pływakiem i biegaczem. Kontuzje rozwiały jego nadzieje na udział w igrzyskach olimpijskich w 1932, więc Ladd skupił się na aktorstwie.

### Kariera
Zadebiutował w małej roli kinooperatora w komedii Universal Pictures Raz w życiu (Once in a Lifetime, 1932) u boku Jacka Oakie. Został dostrzeżony po roli psychopatycznego zabójcy z sumieniem w dramacie kryminalnym Płatny morderca (This Gun for Hire, 1942). Największą sławę przyniosła mu jednak postać włóczęgi i dawnego rewolwerowca o imieniu Shane z klasycznego westernu Jeździec znikąd (Shane, 1953) oraz rola milionera Jaya Gatsby’ego o tajemniczej przeszłości w drugiej w historii kina ekranizacji powieści Francisa Scotta Fitzgeralda Wielki Gatsby (The Great Gatsby, 1949).
Ladd pracował także w radiu, w seryjnym Box 13 (1948-1949). Był producentem Mayfair Productions.
Zmarł na skutek przedawkowania środków nasennych i alkoholu.

## Rodzina
Był dwukrotnie żonaty. W październiku 1936 poślubił Marjorie Jane „Midge” Harrold, z którą miał syna Alana Jr. (ur. 22 października 1937, zm. 2 marca 2022). W 1941 doszło do rozwodu. 15 marca 1942 ożenił się z aktorką Sue Carol, z którą miał córkę Alanę (ur. 21 kwietnia 1943, zm. 23 listopada 2014) i syna Davida (ur. 5 lutego 1947) – byłego męża znanej z serialu Aniołki Charliego gwiazdy Cheryl Ladd. Aktorka Jordan Ladd to jego wnuczka.

## Wybrana filmografia

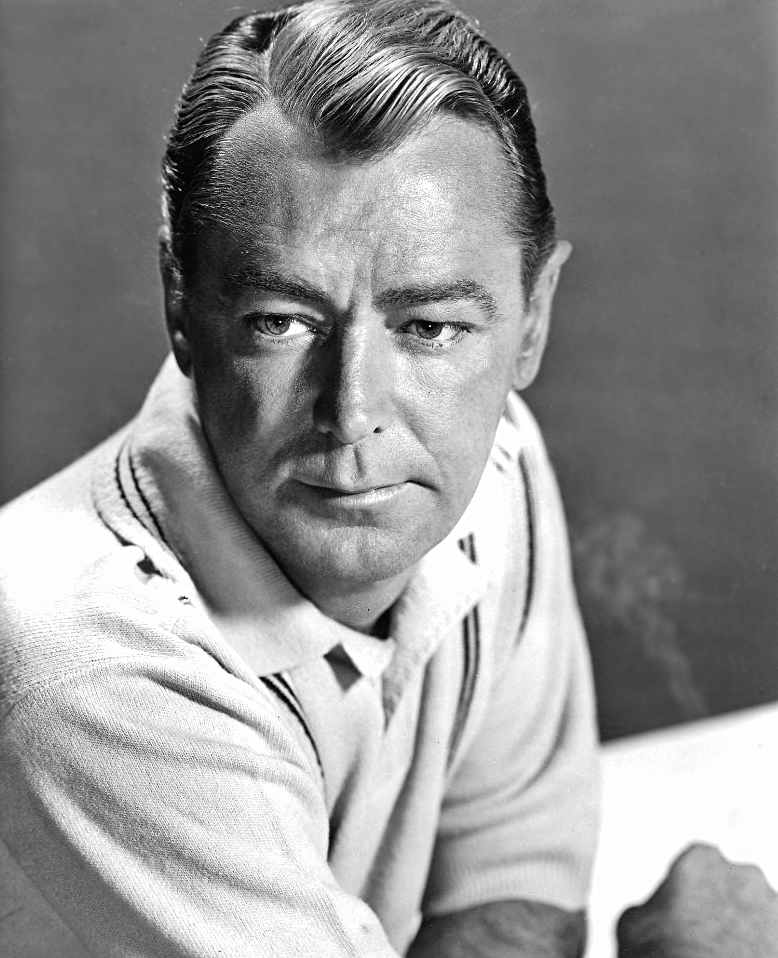
Ladd (lata 50.)

- All Over Town (1937) jako młody mężczyzna
- Obywatel Kane (Citizen Kane, 1941) jako reporter palący fajkę
- Czarny kot (The Black Cat, 1941) jako Richard Hartley
- Star Spangled Rhythm, 1942 jako Scarface Skit
- Płatny morderca (This Gun for Hire, 1942) jako Philip Raven
- Sępy Krainy Snów (The Glass Key, 1942) jako Ed Beaumont
- Duffy’s Tavern (1945) jako on sam
- Two Years Before the Mast (1946)
- Błękitna dalia (The Blue Dahlia, 1946) jako Johnny Morrison
- Moja brunetka (My Favorite Brunette, 1947) jako Sam McCloud (cameo)
- Variety Girl (1947) cameo
- Whispering Smith (1948) jako Luke ‘Whispering’ Smith
- Wielki Gatsby (The Great Gatsby, 1949) jako Jay Gatsby
- Jeździec znikąd (Shane, 1953) jako Shane
- Piekło nad Frisco Bay (Hell on Frisco Bay, 1955) jako Steve Rollins
- Chłopiec na delfinie (Boy on a Dolphin, 1957) jako Dr. James Calder
- Złoczyńcy (The Badlanders) (1958) jako Peter Van Hoek
- The Man in the Net (1959) jako John Hamilton
- Rogate dusze (The Carpetbaggers, 1964) jako Neveda Smith